# Gymnandrosoma
Gymnandrosoma là một chi bướm đêm thuộc phân họ Tortricinae của họ Tortricidae.

## Các loài
- Gymnandrosoma aurantianum Lima, 1927
- Gymnandrosoma cryptotortanum Adamski & Brown, 2001
- Gymnandrosoma desotanum Heinrich, 1926
- Gymnandrosoma gonomela (Lower, 1899)
- Gymnandrosoma leucothorax Adamski & Brown, 2001
- Gymnandrosoma linaresensis Adamski & Brown, 2001
- Gymnandrosoma punctidiscanum Dyar, 1904
- Gymnandrosoma trachycerus Forbes, 1931